# Jean de Dieu Nkundabera
Jean de Dieu Nkundabera ist ein ruandischer Para-Leichtathlet. Er gewann die bisher einzige Medaille Ruandas bei den Paralympics (Stand 2024).
2004 gewann er Bronze bei den Sommer-Paralympics im 800-Meter-Lauf in der Startklasse T46 mit einer Zeit von 1:58.95. An den Sommer-Paralympics 2008 in Peking nahm er in derselben Disziplin teil, blieb das Mal jedoch erfolglos.